# Afterglow (Black Country Communion)
Afterglow è il terzo album in studio del gruppo musicale hard rock anglo-statunitense Black Country Communion, pubblicato nel 2012.

## Tracce
1. Big Train – 4:17
2. This Is Your Time – 4:32
3. Midnight Sun – 5:17
4. Confessor – 5:08
5. Cry Freedom – 5:09
6. Afterglow – 6:06
7. Dandelion – 4:02
8. The Circle – 7:01
9. Common Man – 5:26
10. The Giver – 5:23
11. Crawl – 5:30

## Formazione
- Glenn Hughes - voce, basso
- Joe Bonamassa - chitarre, voce
- Jason Bonham - batteria, percussioni
- Derek Sherinian - tastiere